# Masabumi Kikuchi
Pour les articles homonymes, voir Kikuchi (homonymie).
Masabumi Kikuchi (né à Tokyo le 19 octobre 1939 et mort à New York le 6 juillet 2015) est un pianiste et compositeur de jazz japonais. Il a fait notamment partie du trio Tethered Moon avec le contrebassiste Gary Peacock et le batteur Paul Motian.

## Biographie
Né et formé au Japon, Kikuchi y a passé l'essentiel de son existence.
Inspiré par le guitariste Masayuki Takayanagi qui passe pour le fondateur du jazz japonais moderne, Kikuchi a fait partie d'une formation très importante dans les années 1960, un quintette dont il assure la direction avec le trompettiste Terumasa Hino. Dès les années 1970, il a joué avec des musiciens américains de passage, notamment le saxophoniste Joe Henderson et le batteur Elvin Jones. Dès cette époque, il a noué une relation musicale avec Gary Peacock, installé un temps au Japon. Ils se retrouveront à la fin des années 1990, au sein d'un trio avec Paul Motian qui enregistré plusieurs albums pour le label Winter & Winter.
Son style est à la fois lyrique et soucieux d'entretenir l'imprévisibilité du discours musical en situation, inscrit en cela dans la tradition du free jazz.

## Discographie

### Masabumi Kikuchi
- Poo-Sun (Philips)
- All About Dancing Mist (Philips)
- Melancholy Girl (Verve)
- Slash Trio (3d Records)
- Slash Trio, Vol. 2 (3d Records)
- After Hours, Vol. 2 (Blue Note Records)
- Dreamachine (Pioneer Records)
- East Wind (East Wind Records)
- Aaobb (3d Records)
- Wishes/Kochi (Inner City Records)
- Black Orpheus (ECM Records)

### Avec Pee Wee Ellis
- Blues Mission (Gramavision Records)

### Avec Gary Peacock et Paul Motian
- Tethered Moon, Chansons d'Edith Piaf (Winter & Winter), 1999.
- Tethered Moon: Experiencing Tosca (Winter & Winter)
- Tethered Moon: First Meeting (Winter & Winter)

### Avec Takeshi Shibuya
- Tandem (Universal Records)

### Avec Terumasa Hino
- Acoustic Boogie (Blue Note Records)
- Hino-Kikuchi Quintet (Denon Records)
- Moment: Alive at Blue Note Tokyo (EMI)

### Avec Gil Evans
- Masabumi Kikuchi + Gil Evans  (Philips)